# Micromerys gracilis
Micromerys gracilis är en spindelart som beskrevs av Bradley 1877. Micromerys gracilis ingår i släktet Micromerys och familjen dallerspindlar.
Artens utbredningsområde är Queensland. Inga underarter finns listade i Catalogue of Life.